# Каменский сельский совет (Двуречанский район)
Каменский сельский совет — входит в состав 
Двуречанского района Харьковской области
Украины.
Административный центр сельского совета находится в 
селе Каменка.

## История
- 1943 — дата образования.

## Населённые пункты совета
- село Каменка
- село Бологовка
- посёлок Двуречанское
- село Красное Первое
- село Строевка
- село Тополи

### Ликвидированные населённые пункты
- село Красное Второе
- село Лихолобовка
- село Лупачевка
- село Погребняковка
- село Приосколье